# Resultados do Carnaval do Rio de Janeiro em 1997
Nesta página estão listados os resultados dos concursos de escolas de samba e de blocos de enredo e de empolgação do carnaval do Rio de Janeiro do ano de 1997. Os desfiles foram realizados entre os dias 7 e 15 de fevereiro de 1997.
Unidos do Viradouro, da cidade de Niterói, foi a campeã do Grupo Especial, conquistando seu primeiro título na elite do carnaval carioca. Foi a segunda escola de samba de outra cidade a vencer na elite do carnaval do Rio de Janeiro. Até então, apenas a Beija-Flor, de Nilópolis, conquistara tal feito. A Viradouro realizou um desfile sobre a teoria do Big Bang. O enredo "Trevas! Luz! A Explosão do Universo" foi desenvolvido pelo carnavalesco Joãosinho Trinta, que conquistou seu nono, e último, título no carnaval do Rio. Um dos destaques do desfile foi a "paradinha" em ritmo de funk, executada pela bateria de Mestre Jorjão. Campeã do ano anterior, a Mocidade Independente de Padre Miguel ficou com o vice-campeonato por meio ponto de diferença para a Viradouro. A LIESA retirou a proibição a enredos de "origem estrangeira". Se aproveitando do novo regulamento, a Acadêmicos da Rocinha homenageou os 25 anos da Disney World, mas foi rebaixada para a segunda divisão. Acadêmicos de Santa Cruz, Estácio de Sá e Império Serrano também foram rebaixadas.
Tradição venceu o Grupo A, sendo promovida à primeira divisão. A escola empatou com Caprichosos de Pilares e São Clemente, mas foi declarada campeã por receber nota máxima em todos os quesitos (desconsiderando as notas descartadas). O resultado gerou controvérsia uma vez que a escola desfilou com a Bateria e a ala de baianas com fantasias incompletas. Caprichosos e São Clemente receberam as mesmas notas de todos os julgadores e o desempate entre as duas foi decidido através de um sorteio. Na sorte, a Caprichosos conquistou o segundo lugar e a promoção ao Grupo Especial.
Lins Imperial conquistou o título do Grupo B. Paraíso do Tuiuti venceu Grupo C. Acadêmicos do Sossego ganhou o Grupo D. Acadêmicos do Cachambi e Mocidade Independente de Inhaúma foram as campeãs do Grupo E. Renascença de Benfica foi o vencedor do Grupo A-1 dos blocos de empolgação. Entre os blocos de enredo, venceram: Unidos do Alto da Boa Vista; Infantes da Piedade; Unidos do Anil; e Amizade da Água Branca.

## Grupo Especial
O desfile do Grupo Especial foi organizado pela Liga Independente das Escolas de Samba do Rio de Janeiro (LIESA) e realizado no Sambódromo da Marquês de Sapucaí. O desfile da primeira noite teve início às 19 horas e 40 minutos do domingo, dia 9 de fevereiro de 1997. O desfile da segunda noite teve início às 19 horas e 36 minutos da segunda-feira, dia 10 de fevereiro de 1997. A partir de 1997, a LIESA passou a permitir enredos com temas de origem estrangeira. A Liga também decidiu limitar em oito o número máximo de alegorias apresentadas por cada escola.
Ordem dos desfiles

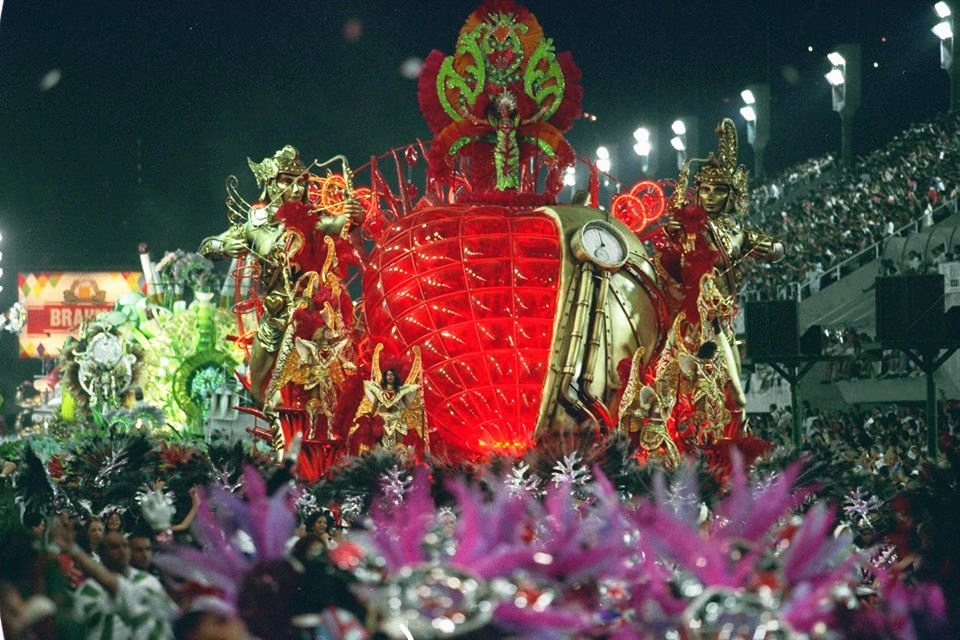
A icônica alegoria do coração no desfile da Mocidade. A escola foi vice-campeã do Especial.

Seguindo o regulamento do ano, a campeã de 1996, Mocidade Independente de Padre Miguel, pôde escolher dia e posição de desfile, enquanto a vice-campeã de 1996, Imperatriz Leopoldinense, teria que desfilar em dia diferente da campeã, mas poderia escolher a posição. A primeira noite de desfiles foi aberta pela vice-campeã do Grupo A do ano anterior, Acadêmicos da Rocinha; seguida da décima quarta colocada do Grupo Especial do ano anterior, Unidos da Tijuca. A segunda noite de desfiles foi aberta pela campeã do Grupo A do ano anterior, Acadêmicos de Santa Cruz; seguida da décima terceira colocada do Grupo Especial do ano anterior, Unidos do Viradouro. A posição de desfile das demais escolas foi definida através de sorteio realizado pela LIESA no dia 29 de maio de 1996.
| Domingo (09/02/1997) | Segunda-feira (10/02/1997) |
| 1. Acadêmicos da Rocinha 2. Unidos da Tijuca 3. Unidos do Porto da Pedra 4. Império Serrano 5. Acadêmicos do Grande Rio 6. Estação Primeira de Mangueira 7. Imperatriz Leopoldinense 8. Acadêmicos do Salgueiro | 1. Acadêmicos de Santa Cruz 2. Unidos do Viradouro 3. União da Ilha do Governador 4. Estácio de Sá 5. Mocidade Independente de Padre Miguel 6. Portela 7. Beija-Flor 8. Unidos de Vila Isabel |

Quesitos e julgadores
Com a extinção do quesito Conjunto, a quantidade de quesitos julgados caiu de dez para nove. A quantidade de julgadores também diminuiu para quatro em cada quesito, ante cinco do ano anterior.
| Quesitos | Quesitos                     | Julgador 1                  | Julgador 2               | Julgador 3               | Julgador 4              |
| -------- | ---------------------------- | --------------------------- | ------------------------ | ------------------------ | ----------------------- |
|          | Mestre-Sala e Porta-Bandeira | Lúcia Maria Costa           | Tito Canha               | Alessandra de Calafiore  | Ilclemar Nunes          |
|          | Comissão de Frente           | Ique                        | Raphael David dos Santos | Sulamita Trzcina         | João Wlamir             |
|          | Fantasias                    | Lula Vieira                 | Salete Almeida           | Lalá Guimarães           | Ana Maria Ferrer        |
|          | Alegorias e Adereços         | Maurício Salgueiro          | Emil Ferreira            | Lúcia Ribas              | Válber de Freitas       |
|          | Enredo                       | Aderbal Freire Filho        | Liana Toledo             | Maria Fernanda Guimarães | Luís Antônio de Araújo  |
|          | Evolução                     | Luís Fernando Viana         | Lula Basto               | Marília Ferolla          | Ricardo Rizzo           |
|          | Harmonia                     | Rui Mauriti                 | Denira Rosário           | Nilton da Silva          | Célia Souto             |
|          | Samba-Enredo                 | Vinícius de Sá              | Álvaro Costa e Silva     | Dalma Beloti             | Neli Fragoso dos Santos |
|          | Bateria                      | Antônio José Espírito Santo | Carmem Rocha             | Álvaro Medeiros          | Mário Jorge Bruno       |

#### Classificação

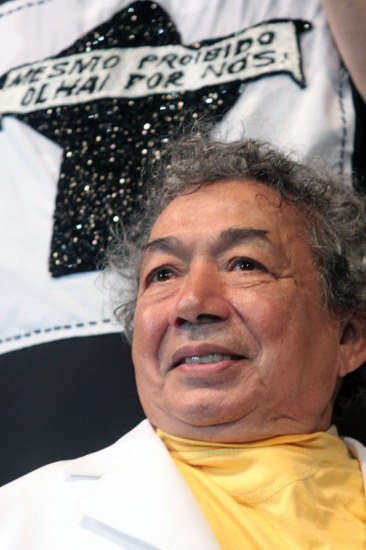
Joãosinho Trinta, carnavalesco da Viradouro.

Unidos do Viradouro conquistou seu primeiro título de campeã na elite do carnaval. A escola de samba da cidade de Niterói passou a integrar o carnaval carioca onze anos antes, em 1986, e desde 1991 integrava o Grupo Especial. Seu melhor resultado, até então, havia sido o terceiro lugar em 1994. Segunda escola da segunda noite, a Viradouro realizou um desfile sobre a teoria do big bang. O enredo "Trevas! Luz! A Explosão do Universo" foi desenvolvido pelo carnavalesco Joãosinho Trinta, que conquistou seu nono, e último, título no carnaval do Rio de Janeiro. Um dos destaques do desfile foi a bateria da escola, comandada por Mestre Jorjão, que inovou ao executar "paradinhas" em ritmo de funk carioca. Também causou impacto o carro abre-alas preto, simbolizando o nada. A escola foi saudada pelo público com gritos de "já ganhou". Com a vitória, a Viradouro se recuperou da má colocação conquistada no ano anterior, quando se classificou em décimo terceiro lugar.
Campeã do ano anterior, a Mocidade Independente de Padre Miguel ficou com o vice-campeonato por meio ponto de diferença para a Viradouro. A escola apresentou um desfile sobre o corpo humano e foi saudada pelo público com gritos de "bicampeã". Estação Primeira de Mangueira foi a terceira colocada com um desfile sobre as Olimpíadas. No mesmo ano, o Rio de Janeiro tentava ser eleito sede dos Jogos de 2004, que acabou ficando com Atenas. Com um desfile sobre festas, a Beija-Flor se classificou em quarto lugar. Unidos do Porto da Pedra e Imperatriz Leopoldinense somaram a mesma pontuação final. O desempate, no quesito Samba-enredo, garantiu à Porto da Pedra a última vaga do Desfile das Campeãs. Quinta colocada, a escola realizou um desfile sobre a loucura. A Imperatriz ficou em sexto lugar prestando um tributo à compositora Chiquinha Gonzaga, falecida em 1935. Salgueiro foi o sétimo colocado desfilando um enredo semelhante ao do Porto da Pedra, sobre a loucura. Com um desfile sobre a cidade de Olinda, a Portela se classificou em oitavo lugar. Nona colocada, a Unidos de Vila Isabel apresentou um desfile sobre a história do carnaval carioca e em exaltação ao samba. Acadêmicos do Grande Rio foi a décima colocada com um desfile sobre a construção da Estrada de Ferro Madeira-Mamoré em Rondônia. Com um desfile sobre o Jardim Botânico do Rio de Janeiro, a Unidos da Tijuca se classificou em décimo primeiro lugar. Décima segunda colocada, a União da Ilha do Governador realizou um desfile sobre a reforma urbana promovida por Francisco Pereira Passos, o prefeito do Rio de Janeiro no início do Século XX.
Após quatorze anos consecutivos na primeira divisão, a Estácio de Sá foi rebaixada para o Grupo A. A escola se classificou em décimo terceiro lugar com um desfile sobre o perfume. Recém promovida ao Grupo Especial, após vencer o Grupo A de 1996, Acadêmicos de Santa Cruz foi rebaixada de volta para a segunda divisão. A escola se classificou em décimo quarto lugar com um desfile sobre bandeiras. Após quatro anos consecutivos no Grupo Especial, o Império Serrano foi rebaixado para o Grupo A. Penúltima colocada, a escola homenageou o empresário Beto Carrero, que participou do desfile como destaque na última alegoria. Recém promovida ao Grupo Especial, após conquistar o vice-campeonato do Grupo A de 1996, a Acadêmicos da Rocinha foi rebaixada de volta para a segunda divisão. Última colocada, a escola se aproveitou da liberação de enredos de origem estrangeira para realizar um desfile sobre os 25 anos da Disney World e sobre as criações de Walt Disney.

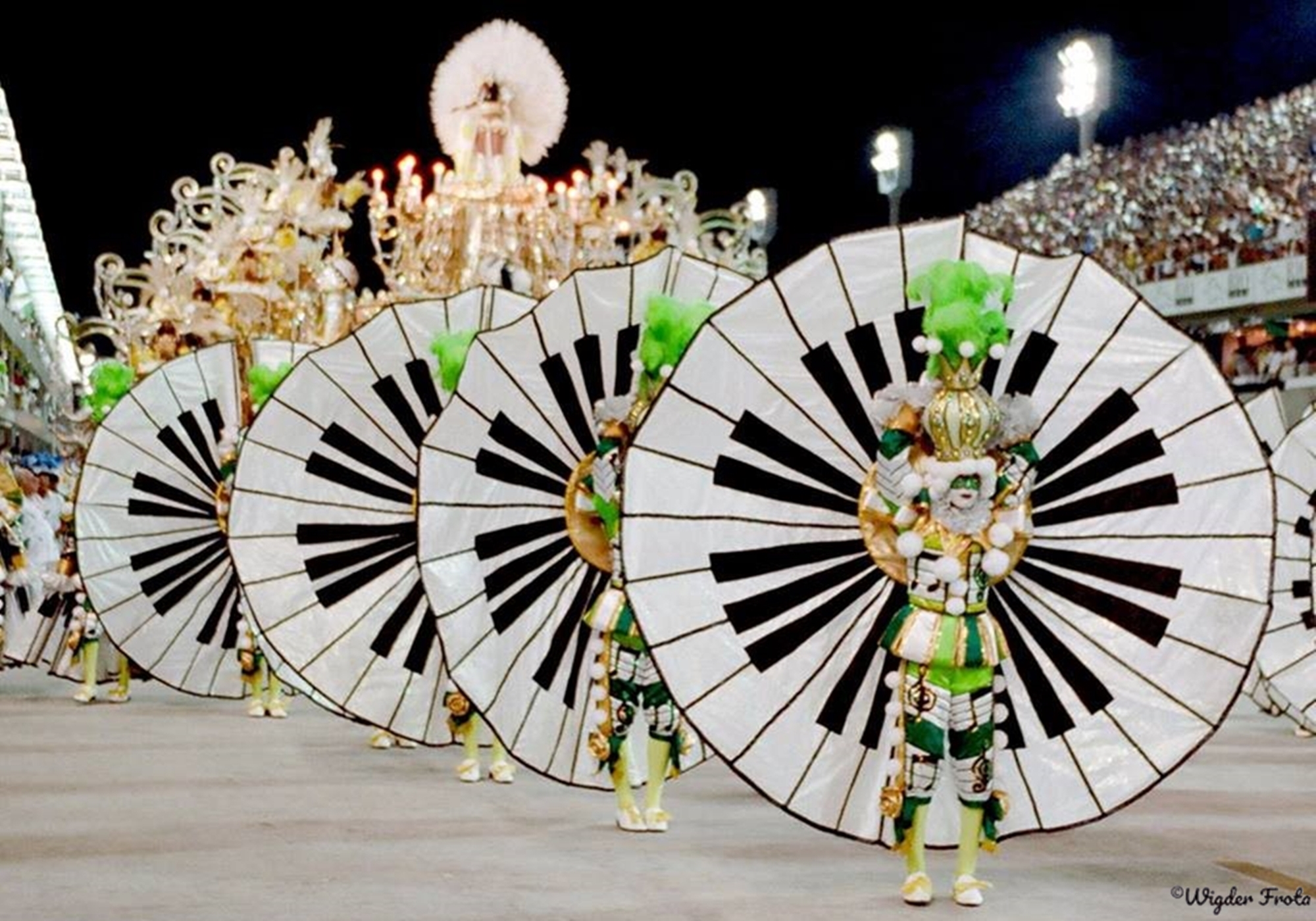
Comissão de frente da Imperatriz em 1997 recebeu os dois principais prêmios do ano.

| Legenda: Desfile das Campeãs Rebaixadas para o Grupo A |

| Col. | Escola                                | Enredo                                                    | Carnavalesco(a)                   | Pontos | Desempate          |
| ---- | ------------------------------------- | --------------------------------------------------------- | --------------------------------- | ------ | ------------------ |
| 1    | Unidos do Viradouro                   | Trevas! Luz! A Explosão do Universo                       | Joãosinho Trinta                  | 180    | -                  |
| 2    | Mocidade Independente de Padre Miguel | De Corpo e Alma na Avenida                                | Renato Lage                       | 179,5  | -                  |
| 3    | Estação Primeira de Mangueira         | O Olimpo É Verde e Rosa                                   | Oswaldo Jardim                    | 178,5  | -                  |
| 4    | Beija-Flor                            | A Beija-Flor É Festa na Sapucaí                           | Milton Cunha                      | 178    | -                  |
| 5    | Unidos do Porto da Pedra              | No Reino da Folia, Cada Louco com Sua Mania               | Mauro Quintaes                    | 177,5  | Samba (39,5 pts)   |
| 6    | Imperatriz Leopoldinense              | Eu Sou da Lira, não Posso Negar                           | Rosa Magalhães                    | 177,5  | Samba (39 pts)     |
| 7    | Acadêmicos do Salgueiro               | De Poeta, Carnavalesco e Louco... Todo Mundo Tem Um Pouco | Mário Borriello                   | 177    | -                  |
| 8    | Portela                               | Linda, Eternamente Olinda                                 | Ilvamar Magalhães                 | 174,5  | -                  |
| 9    | Unidos de Vila Isabel                 | Não Deixe o Samba Morrer                                  | Jorge Freitas                     | 173,5  | -                  |
| 10   | Acadêmicos do Grande Rio              | Madeira-Mamoré, a Volta dos que não Foram Lá no Guaporé   | Alexandre Louzada                 | 169    | -                  |
| 11   | Unidos da Tijuca                      | Viagem Pitoresca Pelos Cinco Continentes num Jardim       | Lucas Pinto                       | 168    | -                  |
| 12   | União da Ilha do Governador           | Cidade Maravilhosa, o Sonho de Pereira Passos             | Roberto Szaniecki                 | 166    | -                  |
| 13   | Estácio de Sá                         | Através da Fumaça, o Mágico Cheiro do Carnaval            | Max Lopes                         | 163    | Bateria (40 pts)   |
| 14   | Acadêmicos de Santa Cruz              | Não Se Vive Sem Bandeira                                  | Albeci Pereira                    | 163    | Bateria (35,5 pts) |
| 15   | Império Serrano                       | O Mundo dos Sonhos de Beto Carrero                        | Jerônimo                          | 162    | -                  |
| 16   | Acadêmicos da Rocinha                 | A Viagem Fantástica de Zé Carioca à Disney                | Flavio Tavares e Miguel Falabella | 153,5  | -                  |

### Premiações
| Prêmios 1997          | Estandarte de Ouro       | Troféu Manchete          |
| --------------------- | ------------------------ | ------------------------ |
| Melhor escola         | Viradouro                | Mocidade Independente    |
| Samba-enredo          | Mocidade Independente    | Grande Rio               |
| Melhor bateria        | Império Serrano          | Império Serrano          |
| Melhor mestre-sala    | Bira (Vila Isabel)       | Claudinho (Beija-Flor)   |
| Melhor porta-bandeira | Tuca (Vila Isabel)       | Selminha (Beija-Flor)    |
| Comissão de frente    | Imperatriz Leopoldinense | Imperatriz Leopoldinense |

## Grupo A
O desfile do Grupo A (segunda divisão) foi organizado pela Associação das Escolas de Samba da Cidade do Rio de Janeiro e realizado a partir das 20 horas do sábado, dia 8 de fevereiro de 1997, no Sambódromo da Marquês de Sapucaí.
| Ordem dos desfiles |
| 1. Acadêmicos do Dendê 2. Arranco 3. Vizinha Faladeira 4. São Clemente 5. Unidos da Ponte 6. Unidos do Cabuçu 7. Em Cima da Hora 8. Caprichosos de Pilares 9. Tradição 10. Império da Tijuca |

#### Classificação
Tradição, Caprichosos de Pilares e São Clemente somaram a mesma pontuação final, mas a Tradição foi declarada campeã por ter conseguido nota máxima em todos os quesitos (desconsiderando os descartes). Com isso, a Tradição garantiu seu retorno ao Grupo Especial, de onde foi rebaixada no ano anterior. Este foi o terceiro título conquistado pela escola na segunda divisão. O fato da escola conquistar a pontuação máxima causou surpresa, visto os diversos problemas em seu desfile. Sem receber o pagamento, as costureiras se recusaram a entregar as fantasias da bateria e da ala de baianas. Ritmistas desfilaram sem camisa, apenas com uma calça branca. A escola não desfilou com o número mínimo de baianas exigido pelo regulamento, e a ala utilizou fantasias de outros carnavais.
Caprichosos e São Clemente receberam as mesmas notas e o desempate teve que ser realizado por sorteio. Na sorte, a Caprichosos de Pilares conquistou o vice-campeonato, garantindo seu retorno à primeira divisão, de onde foi rebaixada no ano anterior. Apontada pela imprensa como uma das favoritas, a São Clemente ficou em terceiro lugar, permanecendo no mesmo grupo para o ano seguinte. A escola conquistou na Justiça o direito de participar do Desfile das Campeãs. Últimas colocadas, Unidos do Cabuçu, Arranco, Acadêmicos do Dendê e Vizinha Faladeira foram rebaixadas para a terceira divisão.
| Legenda: Promovidas ao Grupo Especial Rebaixadas para o Grupo B |

| Col. | Escola                 | Enredo                                | Carnavalesco(a)                   | Pontos |
| ---- | ---------------------- | ------------------------------------- | --------------------------------- | ------ |
| 1    | Tradição               | Os Balagandãs                         | Orlando Júnior                    | 178    |
| 2    | Caprichosos de Pilares | Do Tambor ao Computador               | Amarildo de Mello                 | 178    |
| 3    | São Clemente           | A São Clemente Botafogo na Sapucaí    | Jaime Cezário                     | 178    |
| 4    | Império da Tijuca      | A Coroa do Perdão na Terra de Oyó     | Eduardo Silva                     | 174    |
| 5    | Em Cima da Hora        | Sérgio Cabral, a Cara do Rio          | André Machado e Fernando Pamplona | 171    |
| 6    | Unidos da Ponte        | Da Lata do Lixo ao Luxo da Lata       | Jerônimo Navajas                  | 170,5  |
| 7    | Unidos do Cabuçu       | Todas as Marias de Nossa Terra        | Paula Vannier                     | 169,5  |
| 8    | Arranco                | Chico Anysio, 50 Anos de Humor        | Nilson Ramam e Jorge Freitas      | 159    |
| 9    | Acadêmicos do Dendê    | Do Pasto, Fantasia, do Gado, Alegoria | Edson Siqueira                    | 158    |
| 10   | Vizinha Faladeira      | Lan, a Cara Alegre e Colorida do Rio  | Sílvio Cunha                      | 152,5  |

## Grupo B
O desfile do Grupo B (terceira divisão) foi organizado pela AESCRJ e realizado no Sambódromo da Marquês de Sapucaí, a partir das 20 horas e 15 minutos da sexta-feira, dia 7 de fevereiro de 1997.
| Ordem dos desfiles |
| 1. Mocidade de Vicente de Carvalho 2. Boi da Ilha do Governador 3. Difícil É o Nome 4. Lins Imperial 5. Unidos de Lucas 6. Acadêmicos de Vigário Geral 7. Unidos do Jacarezinho 8. Acadêmicos do Engenho da Rainha 9. Canários das Laranjeiras 10. Unidos da Villa Rica 11. Arrastão de Cascadura 12. Acadêmicos do Cubango |

#### Classificação
Lins Imperial e Acadêmicos do Cubango somaram a mesma pontuação final. A Lins foi campeã nos critérios de desempate, sendo promovida ao Grupo A, de onde foi rebaixada em 1995. A escola realizou um desfile sobre o folclore e a miscigenação brasileira. Cubango ficou com o vice-campeonato e também garantiu seu retorno ao Grupo A, de onde foi rebaixada no ano anterior.
| Legenda: Promovidas ao Grupo A Rebaixadas para o Grupo C |

| Col. | Escola                          | Enredo                                                      | Carnavalesco(a)                    | Pontos |
| ---- | ------------------------------- | ----------------------------------------------------------- | ---------------------------------- | ------ |
| 1    | Lins Imperial                   | Tudo Isso é Brasil                                          | Eduardo Minucci                    | 176    |
| 2    | Acadêmicos do Cubango           | Os Pontos de Nossos Contos                                  | Rosângela e Renato Dias            | 176    |
| 3    | Unidos do Jacarezinho           | Sonhando com a Infância, oh! Como É Doce Ser Criança        | Comissão de Carnaval               | 173    |
| 4    | Unidos da Villa Rica            | Cores D'África                                              | Comissão de Universitários         | 169    |
| 5    | Acadêmicos do Engenho da Rainha | De Búffalo Bill ao Cowboy Brasileiro, Viva o Peão Boiadeiro | Luís Fernando Abreu                | 169    |
| 6    | Acadêmicos de Vigário Geral     | Rio de Janeiro a Janeiro, Uma Sinfonia Apoteótica           | Alexandre Col e Cid Franco         | 167    |
| 7    | Canários das Laranjeiras        | Do Mundo da Emoção à Nova Era da Comunicação                | Arialdo Vilaça Russo               | 166    |
| 8    | Arrastão de Cascadura           | Oju-obá, os Olhos do Rei                                    | Don Chico                          | 164    |
| 9    | Boi da Ilha do Governador       | Galanga do Congo, Chico em Terra de Vila Rica               | Guilherme Alexandre                | 159    |
| 10   | Difícil É o Nome                | O Samba que Virou Suco                                      | Sérgio di Tanger                   | 158    |
| 11   | Mocidade de Vicente de Carvalho | De Caminhada de Glórias ao Jubileu de Ouro                  | Eduardo Silva                      | 153    |
| 12   | Unidos de Lucas                 | Capela e Aprendizes, o Galo Conta a Sua História            | Paulo Estabile e Jorge Paula Pinto | 151,5  |

## Grupo C
O desfile do Grupo C (quarta divisão) foi organizado pela AESCRJ e realizado a partir da noite do domingo, dia 9 de fevereiro de 1997, na Avenida Rio Branco.
| Ordem dos desfiles |
| 1. Inocentes de Belford Roxo 2. Unidos do Campinho 3. Paraíso do Tuiuti 4. Imperial de Morro Agudo 5. Foliões de Botafogo 6. Leão de Nova Iguaçu 7. Independentes de Cordovil 8. Mocidade Unida do Santa Marta 9. Acadêmicos da Abolição 10. Mocidade Unida de Jacarepaguá 11. Unidos da Vila Kennedy 12. Flor da Mina do Andaraí (Não desfilou) |

#### Classificação
Paraíso do Tuiuti foi a campeã, garantindo seu retorno ao Grupo B, de onde foi rebaixada em 1995. A escola realizou um desfile sobre Dom Obá, príncipe da nação iorubá que chegou ao Brasil como escravo. Vice-campeã, Mocidade Unida do Santa Marta também garantiu sua promoção ao Grupo B, de onde foi rebaixada em 1995.
| Legenda: Promovidas ao Grupo B Rebaixadas ao Grupo D * Sem informação disponível |

| Col.                                   | Escola                        | Enredo                                               | Carnavalesco(a)                           | Pontos |
| -------------------------------------- | ----------------------------- | ---------------------------------------------------- | ----------------------------------------- | ------ |
| 1                                      | Paraíso do Tuiuti             | Um Príncipe Negro nas Ruas do Rio                    | Sérgio Marimba                            | 191    |
| 2                                      | Mocidade Unida do Santa Marta | Acorda Brasil... É o Ano 2000                        | Edson Peçaqueiro                          | 190    |
| 3                                      | Unidos da Vila Kennedy        | Cabral Descobriu o Brasil... Alguém Viu?             | Edson Siqueira                            | 190    |
| 4                                      | Acadêmicos da Abolição        | Vindo de Além-Mar, a Tradição de Um Povo             | *                                         | 186    |
| 5                                      | Leão de Nova Iguaçu           | O Som Nosso de Cada Dia                              | Fábio Borges                              | 184    |
| 6                                      | Foliões de Botafogo           | Pizza Nossa de Cada Dia                              | Comissão de Carnaval                      | 181    |
| 7                                      | Mocidade Unida de Jacarepaguá | Rio Moleque                                          | Carlos Alberto de Jesus                   | 181    |
| 8                                      | Inocentes de Belford Roxo     | Dandara, o Sol da Liberdade                          | Etevaldo Brandão                          | 180    |
| 9                                      | Imperial de Nova Iguaçu       | Imperial Cine Show Apresenta: Os Filmes nesquecíveis | Jacy Motta, Adauto Vieira e Agnaldo Silva | 177    |
| 10                                     | Independentes de Cordovil     | Pega na Mentira                                      | Paulo Dez e Robson Goulart                | 151    |
| Flor da Mina do Andaraí (Não desfilou) |                               |                                                      |                                           |        |

## Grupo D
O desfile do Grupo D (quinta divisão) foi organizado pela AESCRJ e realizado a partir da noite da segunda-feira, dia 10 de fevereiro de 1997, na Avenida Rio Branco.
| Ordem dos desfiles |
| 1. Acadêmicos do Sossego 2. Alegria da Zona Sul 3. Império do Marangá 4. Tupy de Brás de Pina 5. Nação Rubro-Negra 6. União de Jacarepaguá 7. Unidos de Padre Miguel 8. Boêmios de Inhaúma 9. Unidos da Vila Santa Tereza 10. Arame de Ricardo 11. União de Vaz Lobo 12. Renascer de Jacarepaguá |

#### Classificação
Em seu segundo desfile no carnaval carioca, a Acadêmicos do Sossego foi campeã do Grupo D, garantindo sua promoção inédita ao Grupo C. Vice-campeã, Alegria da Zona Sul também garantiu sua promoção inédita à quarta divisão.
| Legenda: Promovidas ao Grupo C Rebaixadas para o Grupo E * Sem informação disponível |

| Col. | Escola                      | Enredo                                                                     | Carnavalesco(a)                   | Pontos |
| ---- | --------------------------- | -------------------------------------------------------------------------- | --------------------------------- | ------ |
| 1    | Acadêmicos do Sossego       | Olha o Passarinho                                                          | Mauro Quintaes                    | 109    |
| 2    | Alegria da Zona Sul         | Capoeira, Um Balé à Brasileira                                             | Deco e Oswaldo Luiz               | 108    |
| 3    | União de Jacarepaguá        | História de Uma Terra Preciosa                                             | Alex de Souza                     | 107    |
| 4    | Unidos da Vila Santa Tereza | O Oráculo Sagrado de Atlântida                                             | Jordey de Paula e Oscar Alcântara | 102    |
| 5    | Renascer de Jacarepaguá     | Alegria, Alegria, o Carnaval É Isso Aí!                                    | Sérgio Kautzman e Armando Martins | 102    |
| 6    | Império do Marangá          | Alô Brasil, Se Todos Se Dessem as Mãos, Seríamos Um dos Senhores do Amanhã | Luiz Cavalcante                   | 96     |
| 7    | Arame de Ricardo            | A Musa Negra do Carnaval                                                   | Marcos Aurélio                    | 95     |
| 8    | Unidos de Padre Miguel      | Frutos do Mar                                                              | Ronaldo                           | 95     |
| 9    | Tupy de Brás de Pina        | Brava Gente Brasileira                                                     | *                                 | 87     |
| 10   | Boêmios de Inhaúma          | A Criação do Mundo Segundo os Carajás                                      | *                                 | 74     |
| 11   | Nação Rubro-Negra           | Sou Nação 2004, Um Rio de Integração                                       | *                                 | 73     |
| 12   | União de Vaz Lobo           | Neide Coimbra, a Dama de Ferro do Carnaval                                 | Ananguê                           | 70     |

## Grupo E
O desfile do Grupo E (sexta divisão) foi organizado pela AESCRJ e realizado a partir da noite da terça-feira, dia 11 de fevereiro de 1997, na Avenida Rio Branco.
| Ordem dos desfiles |
| 1. União de Rocha Miranda (Não desfilou) 2. Acadêmicos do Cachambi 3. Arrastão de São João 4. Unidos de Bangu 5. Unidos de Manguinhos 6. Unidos do Uraiti 7. Mocidade Independente de Inhaúma 8. União de Guaratiba |

#### Classificação
Acadêmicos do Cachambi e Mocidade Independente de Inhaúma foram as campeãs, somando a mesma pontuação final. As duas escolas foram campeãs pela primeira vez no carnaval do Rio. União de Rocha Miranda não se apresentou para o desfile.
| Legenda: Promovidas ao Grupo D * Sem informação disponível |

| Col. | Escola                           | Enredo                                                                 | Carnavalesco(a)    | Pontos |
| ---- | -------------------------------- | ---------------------------------------------------------------------- | ------------------ | ------ |
| 1    | Acadêmicos do Cachambi           | Carnaval dos Carnavais                                                 | *                  | 110    |
| 1    | Mocidade Independente de Inhaúma | Sonhar É Viver                                                         | Oswaldo Nascimento | 110    |
| 3    | Arrastão de São João             | E Foi Assim que Tudo Começou                                           | *                  | 102    |
| 4    | União de Guaratiba               | Esse Rio É Meu! Rio 2004 Eu Também Quero                               | Ernesto Nascimento | 97     |
| 5    | Unidos do Uraiti                 | África Brasil, a Arte É Cultura de Uma Raça                            | Relius Machado     | 97     |
| 6    | Unidos de Bangu                  | Mocidade Independente, Uma Estrela do Céu para Brilhar em Padre Miguel | Natan              | 97     |
| 7    | Unidos de Manguinhos             | O Encanto das Águas, Mistérios das Profundezas                         | Adélia Azevedo     | 87     |

## Desfile das Campeãs
O Desfile das Campeãs foi realizado no Sambódromo da Marquês de Sapucaí entre as 19 horas do sábado, dia 15 de fevereiro de 1997, e as 6 horas e 15 minutos do dia seguinte. Terceira colocada do Grupo A, a São Clemente conseguiu na Justiça, no dia anterior ao Desfile das Campeãs, o direito de desfilar. Campeã do Grupo A, a Tradição foi recebida com vaias pelo público.
A escola de samba italiana Cento Carnavalle d'Europa, da cidade italiana de Cento, desfilou como convidada.
| Ordem dos desfiles |
| 1. São Clemente 2. Caprichosos de Pilares 3. Tradição 4. Cento Carnavalle d'Europa 5. Unidos do Porto da Pedra 6. Beija-Flor 7. Mangueira 8. Mocidade Independente 9. Unidos do Viradouro |

## Blocos de empolgação
O desfile foi organizado pela Federação dos Blocos Carnavalescos do Estado do Rio de Janeiro (FBCERJ).

### Grupo A-1
Renascença de Benfica foi o campeão.
| Col. | Bloco                 |
| ---- | --------------------- |
| 1    | Renascença de Benfica |
| 2    | Caracol de Copacabana |
| 3    | Tigre de Bonsucesso   |
| 4    | Mocidade da Mallet    |

## Blocos de enredo
Os desfiles foram organizados pela FBCERJ.

### Grupo 1
Unidos do Alto da Boa Vista foi o campeão. Últimos colocados, Aventureiros do Leme e Mataram Meu Gato foram rebaixados para o segundo grupo.
| Legenda: Campeão Rebaixados para o Grupo 2 |

| Col. | Bloco                       |
| ---- | --------------------------- |
| 1    | Unidos do Alto da Boa Vista |
| 2    | Mocidade Unida da Mineira   |
| 3    | Bloco do China              |
| 4    | Balanço do Cocotá           |
| 5    | Coroado de Jacarepaguá      |
| 6    | Bloco do Barriga            |
| 7    | Império da Leopoldina       |
| 8    | Queima de Bangu             |
| 9    | Aventureiros do Leme        |
| 10   | Mataram Meu Gato            |

### Grupo 2
Infantes da Piedade foi o campeão, sendo promovido ao Grupo 1 junto com União do Parque Curicica e Império do Gramacho.
| Legenda: Promovidos ao Grupo 1 Rebaixados para o Grupo 3 |

| Col. | Bloco                         |
| ---- | ----------------------------- |
| 1    | Infantes da Piedade           |
| 2    | União do Parque Curicica      |
| 3    | Império do Gramacho           |
| 4    | Azul e Branco                 |
| 5    | Rosa de Ouro                  |
| 6    | Roda Quem Pode                |
| 7    | Cometas do Bispo              |
| 8    | Corações Unidos do Amarelinho |
| 9    | Flor da Vila Tiradentes       |

### Grupo 3
Unidos do Anil foi o campeão, sendo promovido ao Grupo 2 junto com Magnatas de Engenheiro Pedreira e Unidos da São Nicolau.
| Legenda: Promovidos ao Grupo 2 Rebaixados para o Grupo 4 |

| Col. | Bloco                           |
| ---- | ------------------------------- |
| 1    | Unidos do Anil                  |
| 2    | Magnatas de Engenheiro Pedreira |
| 3    | Unidos da São Nicolau           |
| 4    | Imperatriz Iguaçuana            |
| 5    | Novo Horizonte                  |
| 6    | União da Ponte                  |
| 7    | Chora na Rampa                  |
| 8    | Luar de Prata                   |
| 9    | União do Parque Felicidade      |
| 10   | Flor de Cabuis                  |

### Grupo 4
Amizade da Água Branca foi o campeão, sendo promovido ao Grupo 2.
| Legenda: Promovido ao Grupo 2 Promovidos ao Grupo 3 |

| Col. | Bloco                  |
| ---- | ---------------------- |
| 1    | Amizade da Água Branca |
| 2    | Três Unidos            |